# فرديناند فرانز فالراف
فرديناند فرانز فالراف (بالألمانية: Ferdinand Franz Wallraf)‏ (و. 1748 – 1824 م) هو رياضياتي، وثيولوجي، وجامع تحف، ومهندس معماري، وقس، وعالم نبات من ألمانيا . ولد في كولونيا .
توفي في كولونيا .

## أعمال بارزة
من أهم أعماله:
- Antoniterkirche.